# برويسن مونستر
نادي برويسن مونستر 1906 الرياضي (بالألمانية: Sportclub Preußen 1906 Münster)‏ هو نادي كرة قدم ألماني تأسس في 1906 ، يقع مقره الرئيسي في مونستر، ويلعب في الدوري الألماني الدرجة الثالثة.

## وصلات خارجية
- الموقع الرسمي